# Baalzebub brauni
Baalzebub brauni is een spinnensoort in de taxonomische indeling van de parapluspinnen (Theridiosomatidae).
Het dier behoort tot het geslacht Baalzebub. De wetenschappelijke naam van de soort werd voor het eerst geldig gepubliceerd in 1976 door Jörg Wunderlich.